# Aldo Pedro Poy
Aldo Pedro Poy (Rosario, 14 de septiembre de 1945) es un exjugador de fútbol y político argentino. Durante toda su carrera fue jugador del primer equipo de Rosario Central. Debutó el 3 de octubre de 1965 ante Huracán, y es uno de los jugadores más emblemáticos de la historia del Club Atlético Rosario Central, además integró la Selección Argentina en la Copa Mundial de Fútbol de 1974. 
Es padre del también futbolista Mauro Poy. Desde 2011 hasta 2023 fue  concejal de la ciudad de Rosario representando al Partido Demócrata Progresista, dentro del Frente Progresista Cívico y Social. 

## Biografía
Aldo Poy nació en la ciudad de Rosario, en el barrio de Arroyito, a pocas cuadras del estadio de Rosario Central. En 1962, con 17 años, fue a probarse a las inferiores de Central y comenzó a jugar en la cuarta división. Fue campeón en todas las categorías juveniles que integró, incluyendo la reserva del primer equipo. En 1965 debutó en la Primera División y pudo jugar con su ídolo futbolístico: el "Gitano" Juárez.
En sus inicios, Poy era un jugador muy cuestionado por buena parte de los hinchas auriazules, y estuvo a punto de dejar el club en 1969 cuando el Club Atlético Los Andes (equipo que se encontraba en Primera División en aquel año y era dirigido por Ángel Tulio Zof) quiso contratarlo. Los dirigentes del club lomense fueron a buscarlo a su casa pero él fingió no estar allí. Cuando estos se fueron Aldo salió de su casa y se encontró a un amigo de su padre que vivía en las islas del Río Paraná frente a la ciudad de Rosario. Subió a un bote y se dirigió a las islas donde pasó toda la noche en el rancho del amigo de su padre para evitar a los dirigentes que querían contratarlo. Al otro día regresó a la ciudad y viajó a Buenos Aires junto a todo el plantel de su equipo ya que debían jugar allí. Ese día Poy y Víctor Vesco (presidente de Central por ese entonces) se reunieron con el presidente de Los Andes y por negativa de Aldo se canceló la transferencia.

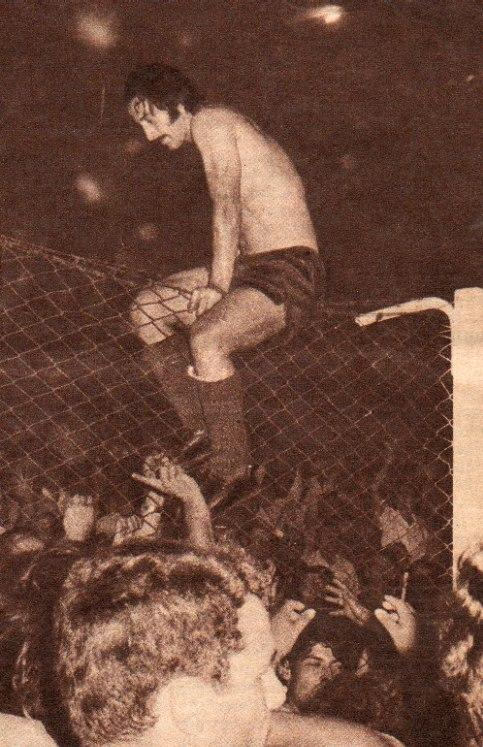
Poy festejando el título de campeón Nacional de 1971.

Se consagró campeón de Primera División en el Campeonato Nacional de 1971 marcando el famoso gol "de palomita" en el Clásico rosarino contra Newell's en las semifinales del torneo. En 1973 repitió título en el Nacional de aquel año. 
Su retiro no fue algo planeado con anticipación: el 30 de diciembre de 1974 Central jugaba la Final contra Newell's por el Torneo  Clasificatorio a la Copa Libertadores 1975 que definía al Campeón Argentino de 1974. Aldo choca con Mario Zanabria lo que le ocasiona una lesión en la rodilla izquierda. Siendo él operado tras lo cual intenta volver a jugar, pero tiene que ser intervenido quirúrgicamente por segunda vez decidiendo así terminar su carrera profesional. Épico retiro:  Final contra Newell's, y si bien no anota, gracias a Kempes y a Cabral Central le gana 2 a 0 a su clásico rival reatirándose Aldo como Campeón Argentino 74 con su camiseta amada, la auriazul. 
En el club de Arroyito disputó 292 partidos por torneos de AFA y marcó 61 goles. Por Copa Libertadores jugó 16 cotejos y señaló 3 tantos, además hizo 3 goles por la Copa Argentina. Jugó 25 clásicos contra Newell's, ganando 10, empatando 11 y perdiendo 4. Al club que más goles le hizo fue a Newell's (6) y luego le sigue Boca con 5. De todos los goles que marcó solamente uno fue de penal.
En 1977 fue colaborador en el cuerpo técnico de Carlos Timoteo Griguol mientras él dirigía Rosario Central. Aldo era encargado de ver los partidos del próximo rival de Central y de entregar un informe Griguol. Central jugaba con el equipo que dejaba Argentinos Juniors por lo que Aldo durante un año vio todos los partidos del Argentinos de Maradona.

## La Palomita
El 19 de diciembre de 1971, Poy disputó la recordada semifinal del Torneo Nacional de AFA en el Estadio Monumental frente a su clásico rival: Newell's Old Boys. Allí, Rosario Central venció por uno a cero a su acérrimo rival de siempre, con un recordado gol suyo: La Palomita de Poy. 
Así, Rosario Central se clasificó para jugar la final del torneo argentino, donde posteriormente se consagraría campeón por primera vez en su historia.

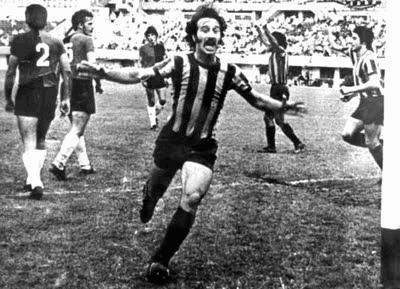
El festejo de Poy.

Este gol de Poy quedó grabado en la historia del Clásico Rosarino, al punto que todos los 19 de diciembre de cada año los hinchas canallas se juntan a conmemorar y recordar aquella conquista. Aquel día puntual, se recrean esas acciones (donde el propio Aldo Poy reproduce la jugada para volver a marcar) y todos los presentes gritan una vez más ese histórico gol. Lo curioso, fue que un grupo de simpatizantes de Rosario Central hicieron una presentación de este gol al libro Guinness de los Récords en 1995, para ser calificado como el gol más celebrado de la historia del fútbol ya que tradicionalmente, los hinchas del equipo y el propio Aldo Pedro Poy, se reúnen todos los 19 de diciembre de cada año para rememorar la jugada y gritar de nuevo el gol. Vale aclarar, que al día de hoy, el gol aún no fue inscripto en el citado Libro de Guinness.
Tanta trascendencia tomó este gol que ha cambiado la sede del festejo oficial múltiples veces, trasladándose a diferentes regiones de la Argentina e incluso, traspasando las fronteras nacionales. En 1997, la palomita viajó a Cuba, en donde en la reinterpretación del mítico gol, donde el protagonista fue Ernesto Guevara, hijo menor del Che, una muy famosa personalidad, hincha célebre de Rosario Central. 
También, el festejo ha sido llevado a otros países, como Estados Unidos (en 2000), Chile (en 2002) y Uruguay (en 2008), entre otros.
- Descarga el gol de Aldo Pedro Poy en la semifinal del Nacional de 1971 (wav)

### Cuento de Fontanarrosa
El gol de Poy motivó que el escritor y humorista rosarino e hincha de Rosario Central, Roberto Fontanarrosa, escribiera un cuento de ficción llamado "19 de diciembre de 1971" (fecha del recordado partido). El mismo fue publicado en 1982, en el libro Área 18". 
Si bien la historia es de ficción, el partido de fútbol entre los eternos rivales rosarinos fue real, y se disputó en la cancha del Club Atlético River Plate, con el resultado final favorable de 1 a 0 para Central gracias a la recordada Palomita de Aldo Pedro Poy, tal como lo describe la obra literaria de Fontanarrosa.
El cuento -humorístico/dramático-, trata la historia del Viejo Casale, un hombre que jamás en su vida había visto perder a Central en un clásico ante Newell's. Ante la importancia del partido de la semifinal de 1971, un grupo de amigos del hijo de Casale decide invitarlo a que concurra al estadio a presenciar el trascendente encuentro ante el rival de toda la vida. Este grupo pensaba que la presencia del Viejo le traería suerte a Central, debido a su favorable historial ante Newell's (nunca lo había visto perder). Al hacerlo, Casale se niega rotundamente y aduce enfermedades del corazón que le impedían concurrir a la cancha desde hacía más de dos años. Ante esta negativa, este grupo de centralistas decide planear un secuestro, y así, llevar engañado a Casale al Monumental. 
La historia describe todo el viaje a Buenos Aires del Viejo con los hinchas de Rosario Central y las escenas más significativas del partido, con el gol de palomita a la cabeza. El cuento finaliza con la muerte de Casale de un paro cardíaco -producto de la gran emoción- luego del pitazo final del árbitro y la victoria 1:0 ante el rival de toda la vida, que le dio el pase a la final del Campeonato Nacional al equipo auriazul.

## Selección nacional
En total jugó 2 encuentros para la selección argentina: el 23 de septiembre de 1973 formó parte de la selección fantasma que enfrentó a Bolivia en La Paz por eliminatorias (victoria por 1 a 0 con gol de Oscar Fornari) y el 26 de mayo de 1974 jugó un amistoso ante Holanda en Ámsterdam que terminó en derrota por 4 a 1. Ese mismo año fue convocado para jugar el mundial de Alemania, sin embargo no disputó ningún partido del mismo.

### Partidos en la selección
| PJ | Fecha     | Lugar     | Oponente | Score | Resultado | Competición   | Goles |
| -- | --------- | --------- | -------- | ----- | --------- | ------------- | ----- |
| 1  | 23-9-1973 | La Paz    | Bolivia  | 0-1   | Victoria  | Eliminatorias | -     |
| 2  | 26-5-1974 | Ámsterdam | Holanda  | 4-1   | Derrota   | Amistoso      | -     |

### Participaciones en la Copa del Mundo
| Mundial                        | Sede     | Resultado    |
| ------------------------------ | -------- | ------------ |
| Copa Mundial de Fútbol de 1974 | Alemania | Segunda Fase |

## Estadísticas
No se incluyen partidos de pretemporada
| Rosario Central Argentina |               |               |     |    |   |    |    |     |     |      |      |
| 1.ª | 1965          | 10            | 0   |    |   |    |    | 10  | 0   | 0.00 |      |
| 1.ª | 1966          | 24            | 2   |    |   |    |    | 24  | 2   | 0.08 |      |
| 1.ª | 1967          | 31            | 10  |    |   |    |    | 31  | 10  | 0.32 |      |
| 1.ª | 1968          | 25            | 3   |    |   |    |    | 25  | 3   | 0.12 |      |
| 1.ª | 1969          | 28            | 1   | 4  | 3 |    |    | 32  | 4   | 0.12 |      |
| 1.ª | 1970          | 19            | 12  | 1  | 0 |    |    | 20  | 12  | 0.60 |      |
| 1.ª | 1971          | 45            | 10  |    |   | 4  | 1  | 49  | 11  | 0.22 |      |
| 1.ª | 1972          | 39            | 9   |    |   | 6  | 1  | 45  | 10  | 0.22 |      |
| 1.ª | 1973          | 39            | 7   |    |   |    |    | 39  | 7   | 0.18 |      |
| 1.ª | 1974          | 32            | 7   |    |   | 6  | 1  | 38  | 8   | 0.21 |      |
| Total club | Total club    | 292           | 61  | 5  | 3 | 16 | 3  | 313 | 67  | 0.23 |      |
| Total carrera | Total carrera | Total carrera | 292 | 61 | 5 | 3  | 16 | 3   | 313 | 67   | 0.23 |
| (1) Incluye datos de Copa Argentina (1969-1970). (2) Incluye datos de Copa Libertadores (1971-1972-1974). (3) No incluye goles en partidos amistosos. |               |               |     |    |   |    |    |     |     |      |      |

### Total
| Competición                   | Partidos | Goles | Promedio |
| ----------------------------- | -------- | ----- | -------- |
| Primera División de Argentina | 292      | 61    | 0.21     |
| Copas nacionales oficiales    | 5        | 3     | 0.60     |
| Copas internacionales         | 16       | 3     | 0.19     |
| Selección Argentina           | 2        | 0     | 0        |
| Total                         | 315      | 67    | 0.21     |

## Palmarés

### Como jugador
| Título           | Club                  | País      | Año    |
| ---------------- | --------------------- | --------- | ------ |
| Primera División | C. A. Rosario Central | Argentina | N-1971 |
| Primera División | C. A. Rosario Central | Argentina | N-1973 |

## Carrera política
En 2011 fue elegido como concejal por el Frente Progresista, Cívico y Social en la ciudad de Rosario.
Fue presidente de la comisión de Salud y Acción Social desde 2015 a 2017.